# Ciak si muore
Ciak si muore è un film del 1974 diretto da Mario Moroni.

## Trama
Il regista Benner è impegnato con la sua troupe cinematografica nelle riprese di un film. La troupe viene sconvolta quando Linda, Mary e Fanny, che sono le attrici, vengono trovate morte. Richard Hanson è il primo sospettato dalla polizia, in quanto ex componente della troupe, licenziato a causa di Linda. Ma durante le riprese dell'ultima scena del film, lo sceneggiatore cerca di colpire a morte con un coltello il regista, salvato da un poliziotto che uccide così definitivamente l'assassino delle tre attrici.